# ピエタ (カラッチ)
『ピエタ』（伊: Pietà、英: Pietà）は、イタリアのバロック絵画の巨匠アンニーバレ・カラッチが1600年ごろ、キャンバス上に油彩で描いた絵画である。「ピエタ」の主題で画家が制作した絵画のうち現存する最初のもので、オドアルド・ファルネーゼ枢機卿に委嘱された。ファルネーゼ家のコレクションに含まれ、ローマからパルマ、そしてナポリへと移された後、現在はナポリのカポディモンテ美術館に所蔵されている。「ピエタ」を主題とする多くの16世紀ボローニャ派絵画のうちの1つで、アンニーバレの傑作のうちに数えられる。本作の無数の複製と派生的作品は、本作をバロック時代の規範的な「ピエタ」の表現として確立している。

## 歴史
この絵画の制作時期は、オドアルド・ファルネーゼ枢機卿による依頼の記録を拠りどころとしている。しかしながら、当初の設置場所と完成年については不明である。
設置された場所に関してであるが、作品はその大きさにより依頼者の個人礼拝用であった可能性を示唆する。そのため、ローマのファルネーゼ宮殿、または他のファルネーゼ家の邸宅に掛けられたのかもしれない。16世紀の旅行者の記述がカプラローラのファルネーゼ宮殿で見たというアンニーバレの『ピエタ』に言及している。しかし、その作品が現在カポディモンテ美術館にある本作なのか、それとも別の作品なのかは不明である。様式的特徴により、本作は1598-1600年の制作である。

## 作品

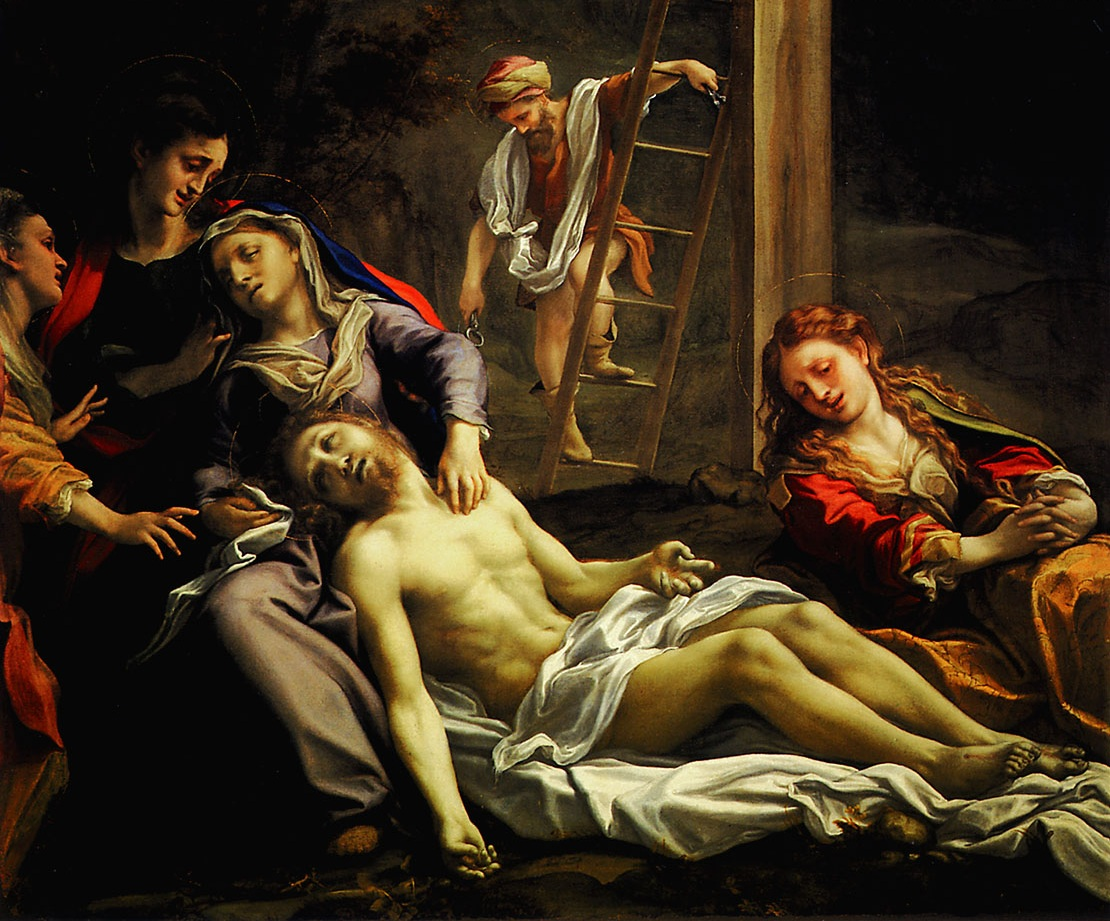
コレッジョ『キリストの哀悼』(1524年ごろ)、パルマ国立美術館

アンニーバレの『ピエタ』は間違いなく、ミケランジェロの名高い彫像『ピエタ』 (ヴァチカン宮殿) を参照している。アンニーバレの『ピエタ』のための最初の3点の習作は、彼がミケランジェロの彫像について考察し、それがどのように制作されたかについて考察していることを反映している。アンニーバレの最初の素描では、キリストの身体はミケランジェロの彫像により類似した姿勢であるが、身体が聖母マリアの膝の上ではなく墓に置かれている相違がある。代わりに、聖母はキリストの傍に跪いている。

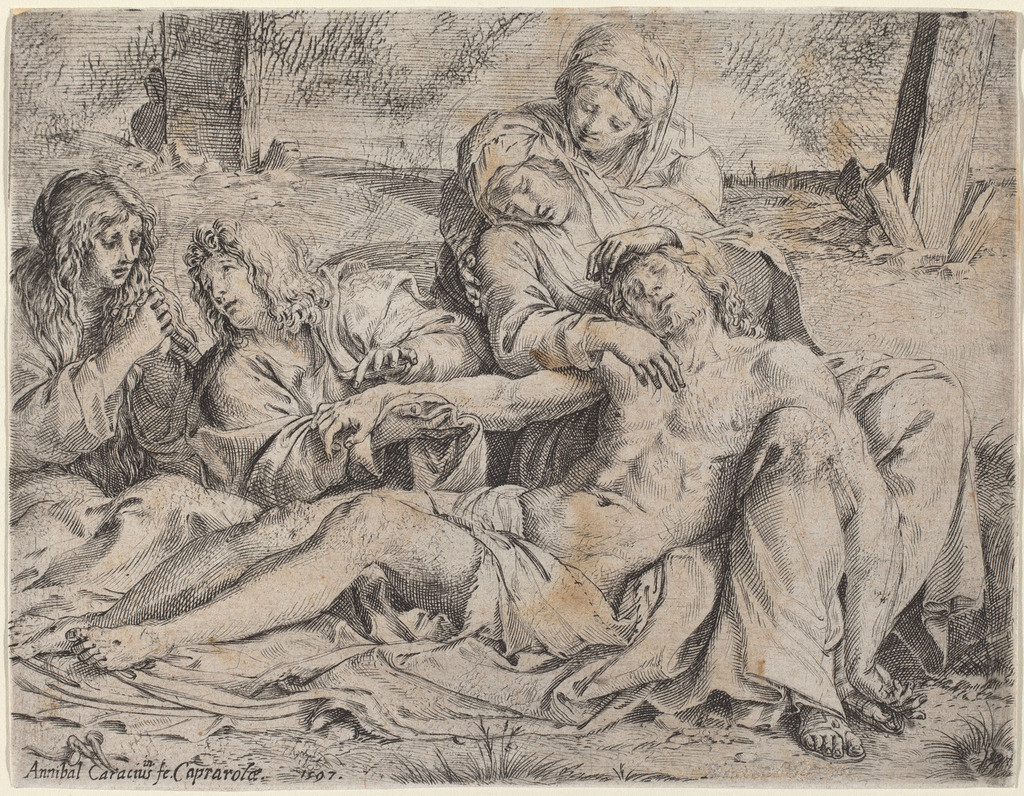
アンニーバレ・カラッチ『カプラローラのピエタ』 (1597年)

最期の素描で構図は変更され、絵画により類似したものとなった。この素描でキリストの身体は肩と脚が聖母の膝の上に置かれ、両者の間にはミケランジェロの『ピエタ』を想起させるような親密なつながりが生まれている。しかしながら、聖母は地面に座っており (ミケランジェロの彫像の聖母 とは異なり)、キリストの脚は地面に置かれ、布の上に伸ばされている。これらの要素はコレッジョの『キリストの哀悼』 (パルマ国立美術館) と共通する。アンニーバレは若い時期にこのコレッジョの作品を研究したが、ファルネーゼ枢機卿の委嘱の直前にふたたび作品を見ており、その結果として銅版画『カプラローラのピエタ』を制作した。
結果として、アンニーバレの『ピエタ』は、ミケランジェロとコレッジョの作品を独自に組み合わせたものとなっている。ミケランジェロのように、アンニーバレは、右手で息子の頭部をなでる聖母の、取り乱すことはないが悲痛な苦悩を描いている。彼らの顔は、聖母がキリストの身体の方に俯くことで近づけられている。
やはりミケランジェロののように、アンニーバレはピラミッド型構図を採用しているが、キリストの左手を握る小さな天使を描き加えている。画面の右側にいる2人目の天使は、キリストの茨の冠で指を刺してしまっている。この2人目の天使はまっすぐに鑑賞者の方を向き、礼拝する表情で受難するキリストの苦痛を省察するよう誘っている。巧みな前面短縮法で表された聖母の左手は、諦めの悲しみの仕草を呈している。この細部表現もまた、ミケランジェロの彫像へのオマージュである。
人物群は、いまだ開けられたままの墓 (おそらくキリストの復活を示唆する) の真ん前の剥き出しの地面に上に配置されている。夜闇が聖母、息子のキリスト、天使たちを包んでいるが、彼らは画面に満ちる光と色彩の効果により陰から現れ出ている。光と色彩は、やはりコレッジョを想起させる親密な感情の雰囲気を与えている。

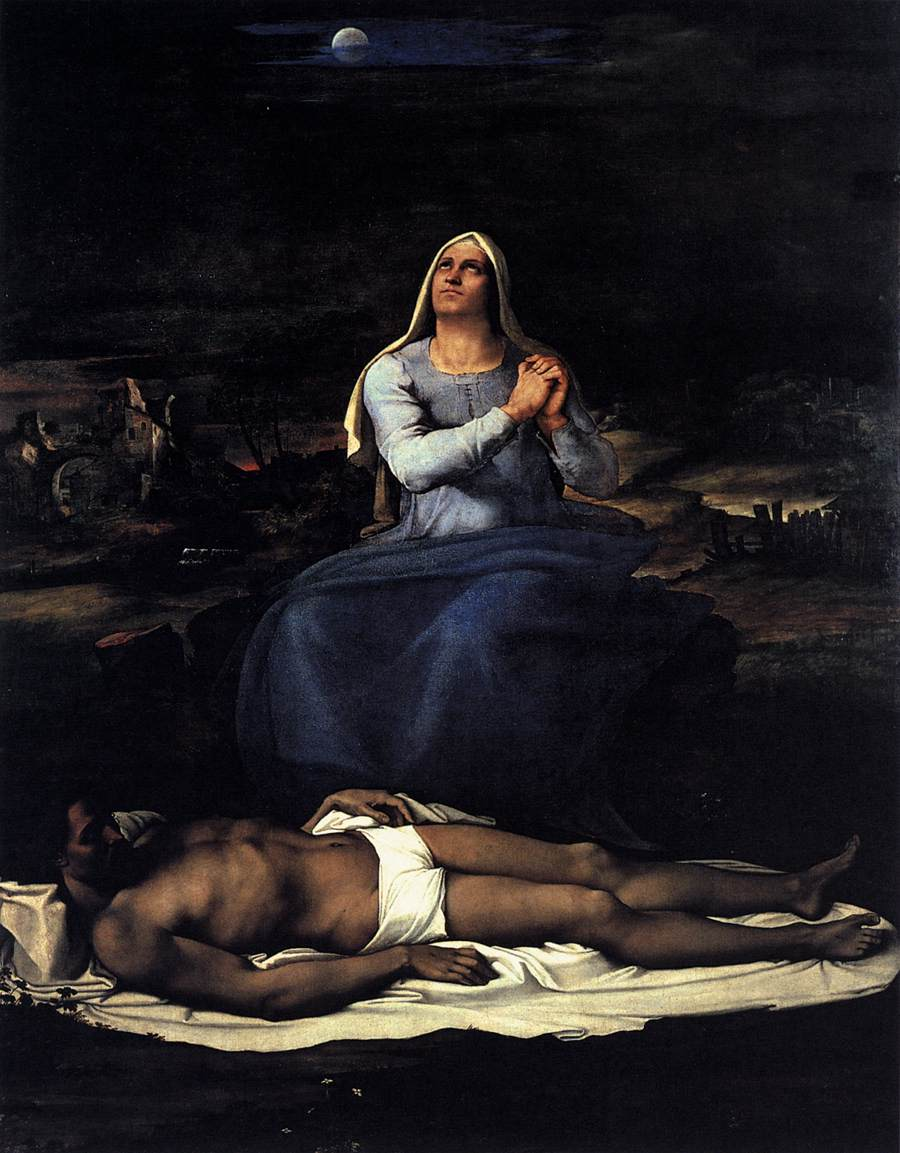
セバスティアーノ・デル・ピオンボ『ヴィテルボのピエタ』(1515年ごろ)、ヴィテルボ市立美術館

受難の際に受けた傷があるキリストの身体は、アポロン的な美しさを持っている。その身体の彫刻的力は、アンニーバレが古代の彫刻に向けた大いなる関心、およびファルネーゼ宮殿のフレスコ画『神々の愛』に結実するローマの盛期ルネサンスの偉大な作品に向けた大いなる関心と関連している。このため、本作『ピエタ』は、ファルネーゼ宮殿のフレスコ画と同時代の作品であると考えられる。
ヴェネツィア派の画家セバスティアーノ・デル・ピオンボ (「ピエタ」の主題のもう1人の専門家) も本作に影響を与えた。セバスティアーノはアンニーバレがよく知っていた画家で、セバスティアーノの何点かの作品はオドアルド・ファルネーゼ枢機卿に所蔵されていたのである。

## 準備素描
ルドルフ・ウィットカウアーは、アンニーバレの『ピエタ』と3点の素描に関連性があると提案したが、それ以上の研究はなされていない。
- ロイヤル・コレクション (ウィンザー城)
- ロイヤル・コレクション (ウィンザー城)
- 個人蔵

## 影響

### エングレービング
アンニーバレが『神々の愛』で大成功を収めたことは、彼の他の作品をエングレービングで複製することへの関心を引き起こした。本作の『ピエタ』は、16世紀中および17世紀に入ってからもヨーロッパの様々な地域で関心を引き、エングレービングで複製された作品の1つである。
- ピーテル・デ・バイリュ (Pieter de Bailliu) によるエングレービング
- ヨースト・デ・パーペ (Joost de Pape) によるエングレービング
- ステファン・コルベンスフラッハ (Stephan Colbenschlag) によるエングレービング
- ピエトロ・デル・ポ（英語版）によるエングレービング
- イサーク・ベケット (Isaac Beckett) によるエングレービング
- ジャン＝バティスト・オサール (Jean-Baptiste Haussard) によるエングレービング
- ジル・ルスレ（英語版）によるエングレービング
- ジョヴァンニ・パオロ・ラシニオ (Giovanni Paolo Lasinio) によるエングレービング

### 複製と派生作品
本作『ピエタ』の様々な質の複製が増えていった。確認されている複製のうち最良の作品はドーリア・パンフィーリ美術館 (ローマ) にあるもので、かつてアンニーバレ自身の手になると考えられたこともあった。質的に劣る複製が本作のエングレービングから何点か制作された。それらは、版画であるため本作とは逆向きの構図となっている。
- ドーリア・パンフィーリ美術館 (ローマ) の複製
- ニコラ・ミニャールにもとづく複製、アヴィニョン教皇宮殿
- ピエール・ミニャールにもとづく複製、サン・ニコラ教会 (マリニャーヌ)
- 改変された複製、 ダリッジ絵画館  (ロンドン)
- 聖ペテロ・聖パウロ教会 (ゴネス) の複製
- ヴァランシエンヌ美術館の複製
- ストックホルム国立美術館の複製
- ロイヤル・コレクションの複製
- シモーネ・カンタリーニ（英語版）よる複製、エル・エスコリアル修道院
- ジョヴァンニ・バッティスタ・ガウリ（英語版）による複製、バルベリーニ宮国立古典絵画館 (ローマ)
- ルドヴィコ・カラッチ (帰属)、バルベリーニ宮国立古典絵画館 (ローマ)

## カラヴァッジョの『キリストの埋葬』

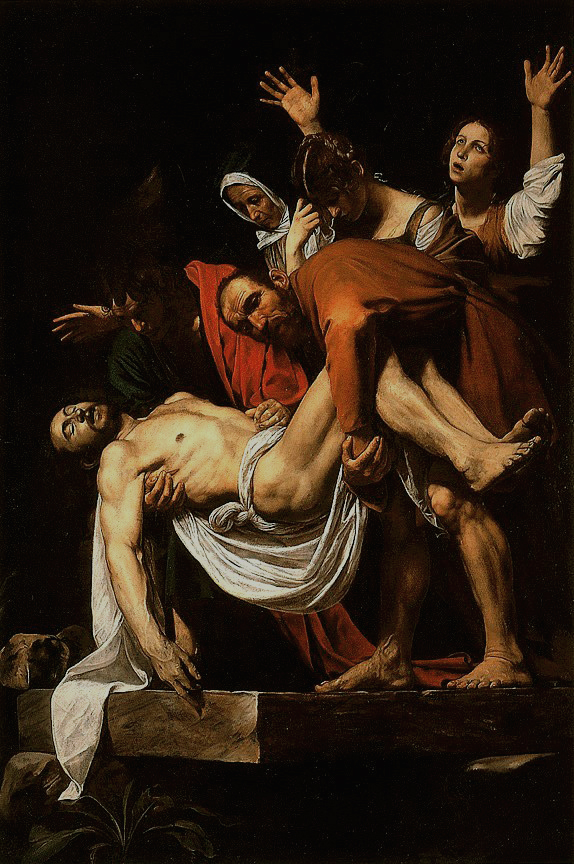
カラヴァッジョ『キリストの埋葬』 (1602–1603年ごろ)、ヴァチカン美術館

アンニーバレの『ピエタ』の後、ローマはもう1点のキリストの受難に捧げられた傑作を持つこととなった。カラヴァッジョにより1602-1604年にサンタ・マリア・ヴァリチェッラ教会 (Santa Maria Vallicella) の礼拝堂のために描かれた『キリストの埋葬』 (ヴァチカン美術館) である。 
研究によれば、カラヴァッジョの『キリストの埋葬』とアンニーバレの『ピエタ』には関連性がある。アンニーバレの作品は、ミケランジェロの彫像『ピエタ』を個人的に再解釈することをカラヴァッジョに促し、『キリストの埋葬』はミケランジェロの作品を参照しているのである。この影響関係は、ともに16世紀の終わりと17世紀の初めに北イタリアからローマに出てきた2人の画家の間の長距離対話の一部をなすものであり、彼らは絵画の歴史において長く続くことになる変化をもたらした。

## ヴァン・ダイクと「キリストの哀悼」の作品
フランドルの画家アンソニー・ヴァン・ダイクは、17世紀初めにローマに旅行した際、明らかにアンニーバレの『ピエタ』を研究した。
ヴァン・ダイクによるいくつかの「キリストの哀悼」(画家が何度も取り上げた主題) の絵画では、アンニーバレの絵画『ピエタ』とエングレービング『カプラローラのピエタ』からの影響を証左する。たとえば、ヴァン・ダイクの絵画は、構図的類似性、キリストの彫刻的美しさ、支持者により繊細に握られるキリストの手といったものをアンニーバレの作品と共有している。
- ヴァン・ダイク、1629年、アントワープ王立美術館
- ヴァン・ダイク、1628-30年、アルテ・ピナコテーク (ミュンヘン)
- ヴァン・ダイク、1634-1640年、ビルバオ美術館 (スペイン)
- ヴァン・ダイク、1635年、アントワープ王立美術館